# Guillaume de Spinny
Pour les articles homonymes, voir Spinny.
Guillaume de Spinny, né en 1721 à Bruxelles (Pays-Bas autrichiens) et mort le 13 octobre 1785 à La Haye (Provinces-Unies), est un artiste peintre.

## Collections muséales

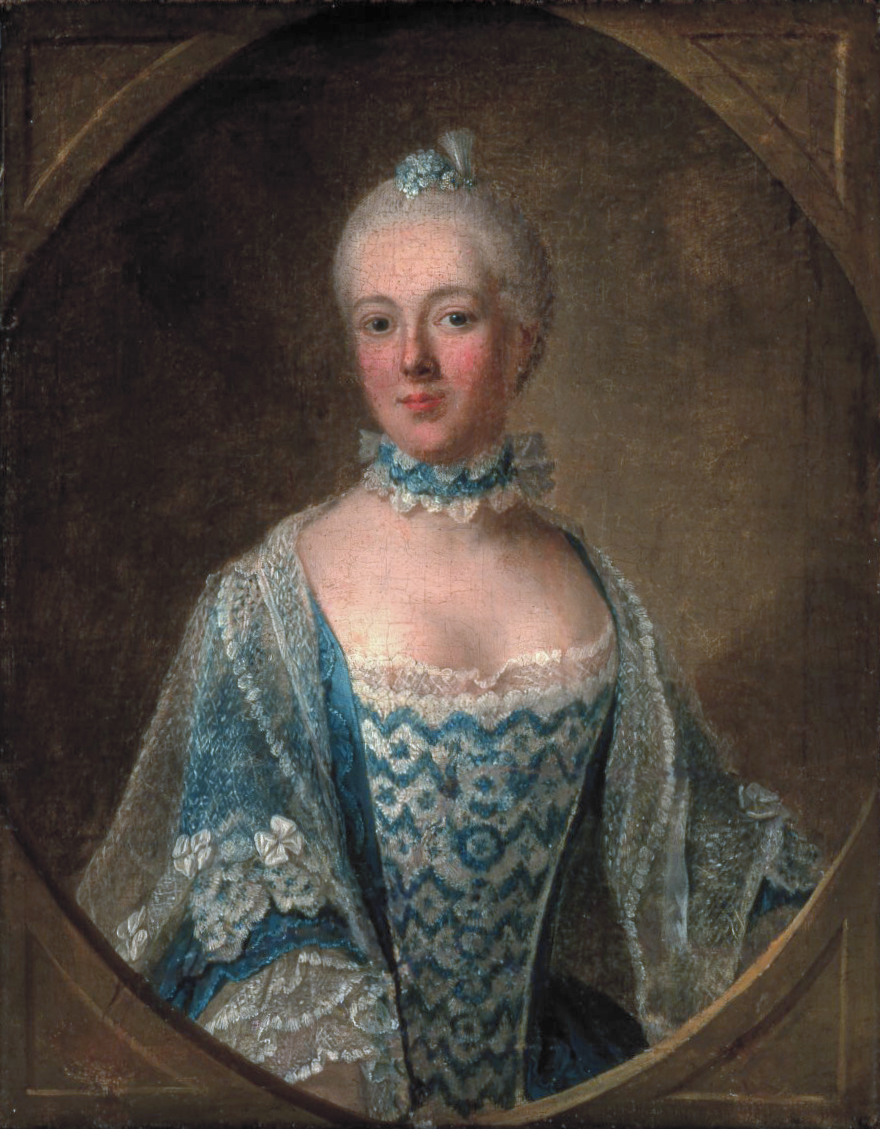
Isabelle de Charrière (1759) par Guillaume de Spinny, château de Zuylen à Oud-Zuilen.

Quelques musées conservant des œuvres de Guillaume de Spinny (sélection) : 
Pays-Bas
- Amsterdam, Rijksmuseum
- Assen, Musée régional de Drenthe
- Delft, Prinsenhof de Delft
- Dordrecht, Musée de Dordrecht
- La Haye, Musée Meermanno
- Oud-Zuilen, Château de Zuylen
- Rotterdam
  - Musée Boijmans - Van Beuningen
  - Musée de Rotterdam
- Rozendaal, Château de Rosendael
- Utrecht
  - Centraal Museum
  - Musée du couvent Sainte-Catherine

Suède
- Stockholm, Nationalmuseum